# Austrocnemis obscura
Austrocnemis obscura là loài chuồn chuồn trong họ Coenagrionidae. Loài này được Theischinger & Watson mô tả khoa học đầu tiên năm 1991.